# .358 Winchester
.358 Winchester гвинтівковий набій .35 калібру створений шляхом збільшення дульця набою .308 Winchester компанією Winchester в 1955 році. В Європі набій відомий, як 9,1x51 мм.

## Історія
Цей набій з'явився через 30 років після появи набою .35 Whelen, який було створено на базі набою .30-06 Springfield. Співвідношення продуктивності між набоями .358 Win та .35 Whelen таке саме, як і у набоїв .308 Win та .30-06. Набій було створено щоб перевершити за потужністю набої .35 Remington та .348 Winchester.
Популярність набою зменшилася, але Browning Arms Company до сих пір випускає Browning BLR під набій .358, крім того його використовують в інших гвинтівках, наприклад Winchester Модель 70, Winchester Модель 88 та Savage Модель 99; деякі компанії все ще випускають цей набій. Відомий веб-автор вогнепальної зброї Чак Гоукс погоджується з посібником із перезарядки Speer, що ".358 Winchester є одним із найкращих набоїв, коли-небудь створених."

## Продуктивність і доступність
Winchester Super-X Silvertip має напівоболонкову гостроносу кулю вагою 13 грамів з заявленою початковою дуловою швидкістю 760 м/с та заявленою дуловою енергією 2 753 фут⋅фунтс (3 733 Дж).
Гільзу набою можна створити з гільзи .308.